# Condado de Montgomery (Illinois)
O Condado de Montgomery é um dos 102 condados do Estado americano de Illinois. A sede do condado é Hillsboro, e sua maior cidade é Hillsboro. O condado possui uma área de 1 838 km² (dos quais 15 km² estão cobertos por água), uma população de 30 652 habitantes, e uma densidade populacional de 17 hab/km² (segundo o censo nacional de 2000). O condado foi fundado em 12 de fevereiro de 1821.